# Keiko Saito
Pour les articles homonymes, voir Saito.
Keiko Saito (斉藤 圭子, Saito Keiko), née le 24 mars 1965, est une joueuse internationale de football japonaise. Elle évoluait au poste de gardienne de but.

## Biographie
Le 17 octobre 1984, elle fait ses débuts avec l'équipe nationale japonaise, lors d'un match contre l'équipe d'Italie. 
Elle compte trois sélections en équipe nationale du Japon.

## Statistiques
Le tableau ci-dessous présente les statistiques de Keiko Saito en équipe nationale :
| Équipe du Japon | Équipe du Japon | Équipe du Japon |
| Année           | Matchs          | Buts            |
| --------------- | --------------- | --------------- |
| 1984            | 3               | 0               |
| Total           | 3               | 0               |